# Федін Максим Сергійович
Максим Федін (нар. 8 червня 1996, Екібастуз) — казахський футболіст, півзахисник, нападник клубу «Тобол» (Костанай).
Виступав, зокрема, за клуби «Байтерек» та «Спартак» (Суботиця), а також національну збірну Казахстану.

## Клубна кар'єра
Народився 8 червня 1996 року в місті Екібастуз. Вихованець футбольної школи клубу «Іртиш».
У дорослому футболі дебютував 2014 року виступами за команду клубу «Байтерек», в якій того року взяв участь у 26 матчах чемпіонату. Більшість часу, проведеного у складі У складі, був основним гравцем команди.
Своєю грою за цю команду привернув увагу представників тренерського штабу клубу «Спартак» (Суботиця), до складу якого приєднався 2015 року. Відіграв за команду із Суботиці наступний сезон своєї ігрової кар'єри.
Згодом з 2016 по 2017 рік грав у складі команд клубів «Атирау» та «Окжетпес».
До складу клубу «Тобол» (Костанай) приєднався 2018 року. Станом на 27 листопада 2020 року відіграв за команду з Костаная 61 матч в національному чемпіонаті.
Другу половину сезону 2019–20 провів у складі «Кайсара» на правах оренди.

## Виступи за збірні
2012 року дебютував у складі юнацької збірної Казахстану (U-17), загалом на юнацькому рівні взяв участь у 6 іграх.
Протягом 2015–2018 років залучався до складу молодіжної збірної Казахстану. На молодіжному рівні зіграв у 17 офіційних матчах, забив 3 голи.
2017 року дебютував в офіційних матчах у складі національної збірної Казахстану.
| Дата       | Місто      | Господарі | Результат | Гості      | Турнір                               | Голи | Примітки |
| ---------- | ---------- | --------- | --------- | ---------- | ------------------------------------ | ---- | -------- |
| 13-10-2018 | Рига       | Латвія    | 1 – 1     | Казахстан  | Ліга націй УЄФА 2018-2019 - 1-й етап | -    | 75'      |
| 16-10-2018 | Астана     | Казахстан | 4 – 0     | Андорра    | Ліга націй УЄФА 2018-2019 - 1-й етап | -    | 77'      |
| 15-11-2018 | Астана     | Казахстан | 1 – 1     | Латвія     | Ліга націй УЄФА 2018-2019 - 1-й етап | -    | 80'      |
| 19-11-2018 | Тбілісі    | Грузія    | 2 – 1     | Казахстан  | Ліга націй УЄФА 2018-2019 - 1-й етап | -    | 90+1'    |
| 21-2-2019  | Анталія    | Казахстан | 1 – 0     | Молдова    | товариський матч                     | -    | 88'      |
| 11-6-2019  | Нур-Султан | Казахстан | 4 – 0     | Сан-Марино | Відбір до ЧЄ 2020                    | 1    | 58'      |
| Усього     |            | Матчів    | 6         |            | Голів                                | 1    |          |

## Досягнення
- Володар Кубка Казахстану: 2022
- Чемпіон Казахстану: 2023